# دی جی وایت
دی جی وایت (انگلیسی: D. J. White؛ زادهٔ ۳۱ اوت ۱۹۸۶) بازیکن بسکتبال اهل ایالات متحده آمریکا است.
از باشگاه‌هایی که در آن بازی کرده‌است می‌توان به شارلوت هورنتس، بوستون سلتیکس، و اکلاهما سیتی تاندر اشاره کرد.